# Onthophagus bicarinaticeps
Onthophagus bicarinaticeps är en skalbaggsart som beskrevs av Lea 1923. Onthophagus bicarinaticeps ingår i släktet Onthophagus och familjen bladhorningar. Inga underarter finns listade i Catalogue of Life.